# Urbanów
Urbanów (prononciation : [urˈbanuf]) est un village polonais de la gmina de Jedlińsk dans le powiat de Radom de la voïvodie de Mazovie dans le centre-est de la Pologne.

## Histoire
De 1975 à 1998, le village appartenait administrativement à la voïvodie de Radom.